# Kék burgundi
A kék burgundi szőlőfajta Franciaországból származik. A champagne-i pezsgő egyik alapanyaga, Burgundia leghíresebb fajtája. Igazi kozmopolita szőlő, amit gyakran neveznek „a borok királyának”.

## Megjelenése, felépítése
Fürtje tömör, bogyói kicsik, sötétkékek, vékony héjúak és nagyon édesek. A fürt normális tömege 70–90 g.

## Termőhelye
1-2 szakaszban érik. Megtermékenyítése normális. A peronoszpóra és a szürkepenész egyaránt veszélyezteti. A legjobban a Berlandieri x ripária alanyt kedveli.
Kifejezetten kedveli a meszes talajokat, de más mély talajtípuson (pl. lösz) is kiválóan megél. A legtöbb figyelmet igénylő fajtaként csak különleges bánásmód mellett ad nagy minőséget. Igényeit, eredeti talaj- és éghajlati adottságait hazánkban Eger környéke közelíti a legjobban.
Közepes–kis termőképességű (rövid metszéssel 2–4 t/ha, hosszú metszéssel 20 t/ha). A hűvösebb területeket kedveli, a téli fagyra kevéssé érzékeny. A legtöbb világfajtával ellentétben nem minden szőlőművelésre alkalmas klímán érzi otthon magát. A legizgalmasabb tételei hűvösebb éghajlatú vidékekről származnak, de szép, gyümölcsös borokat adhat egy mérsékelten meleg területen is. A kifejezetten meleg vidékeken minden eredetiségét elveszíti. Korán érik, szeptember végétől szüretelik.
Rügyei viszonylag hamar jelennek meg, így az északi klímán jelentős tavaszi fagyveszély fenyegeti. Az ilyen vidékeken tanácsos az alacsonyan fekvő, a vizet rosszul elvezető, hűvös talajokat kerülni.
Termése közepes mennyiségű cukrot és színanyagot, sok savat tartalmaz. Két-három év érlelés után kedvező esetben meggyre emlékeztető illat- és zamatanyagok alakulnak ki benne. Viszonylag kevés csersavat tartalmaz.
Fürtje kicsi, terméshozama is.

## Bora
Mustjának cukortartalma 20-24%, késői szüretkor 30%. A belőle erjesztett bor alkoholtartalma 12–14%, az összes savtartalom 0,5%. A bor kellemes, harmonikus, rubinpiros, igen keresett. Ha rosszul színeződik, 5–10% festékszőlőt adnak hozzá.
Bora szép (de viszonylag világos) rubinvörös, finom zamatú, gazdag csersavtartalmú, kissé kemény. Tannintartalma alacsony.
Az Eger környékén termett pinot noir savkészlete elegáns, fajtakaraktere kifogástalan, alkoholtartalma elegendő ahhoz, hogy itt valóban nagy pinot-k szülessenek. Tannintartalma, simasága, krémes struktúrája, ízeinek pikáns bujasága már 2–3 éves korára kialakul. Villányban a legtöbbször kifejezetten gyümölcsös, gazdag bort ad.
Gyakran házasítják a gamay nevű kékszőlővel (amelyből fajtatisztán a beaujolais készül).
Franciaországban nemcsak vörös, de fehér pezsgőt is készítenek belőle.

## Fordítás
- Ez a szócikk részben vagy egészben  a   Pinot noir című angol Wikipédia-szócikk fordításán alapul.  Az eredeti cikk szerkesztőit annak laptörténete sorolja fel. Ez a jelzés csupán a megfogalmazás eredetét és a szerzői jogokat jelzi, nem szolgál a cikkben szereplő információk forrásmegjelöléseként.